# سابروک (مریلند)
سابروک (به انگلیسی: Seabrook) شهری در ایالت مریلند کشور ایالات متحده آمریکا است که جمعیت آن در سرشماری سال ۲۰۱۰ میلادی، ۱۷٬۲۸۷ نفر بوده‌است.